# Santa Maria do Salto
Santa Maria do Salto – miasto i gmina w Brazylii, w stanie Minas Gerais. Znajduje się w mikroregionie Almenara.